# Alexandre de Saint-Albin
Pour l'homme politique et journaliste du début du XIXe siècle, voir Alexandre-Charles Rousselin Corbeau de Saint-Albin.
Alexandre de Saint-Albin né Alexandre-Denis Huot de Longchamp de Saint-Albin, né le 13 septembre 1818 à Sézanne (Marne) et mort le 31 mars 1879 à Angers (Maine-et-Loire) est un homme de lettres et nommé inspecteur des bibliothèques d'arrondissement de Paris. Il est, dans certaines biographies, cité comme : écrivain catholique et antimaçonnique français.

## Biographie
Il était le fils d'Alexandre Xavier Huot de Longchamp de Saint-Albin (1777-1853) et de Marie Joséphine Dubois de Morambert (1793-1825). Il fut marié (en 1re noce) à Marie Joséphine Planque (1818-1855) et eurent 2 enfants (1 fils prénommé Emmanuel Alexandre Adrien Marie Joseph et une fille). Il fut marié en secondes noces à Jeanne Guillemine Anne de Trenqualye (1829-1861). Ensemble, ils eurent 1 fille.
En 1865, la première bibliothèque d'arrondissement, celle du XIe, voyait le jour. Un des artisans les plus efficaces de cette création se trouvait être Alexandre de Saint-Albin qui, depuis plus de vingt ans, était employé à la Bibliothèque de la Ville de Paris où il militait activement pour que soit créée dans chaque arrondissement une bibliothèque. Pour récompenser ses initiatives et lui permettre de contribuer de façon plus utile à la réalisation de ce programme, le préfet de la Seine, baron Haussmann, crée en sa faveur le poste d'inspecteur des bibliothèques populaires des mairies, le 22 novembre 1866.
En novembre 1870, Saint-Albin, victime des vicissitudes politiques, est écarté de ce poste, qui sera même supprimé après la nomination, qui fut éphémère, de Jules Claretie.
Traducteur de la Chanson de Roland (1865), il s'intéressa notamment à l'histoire de la papauté, aux sociétés secrètes et à la question du droit divin. Il fut également un critique du socialisme, en particulier des idées, du Père Enfantin.

## Publications (liste non exhaustive)
- Histoire d'Henri V Paris, Victor Palmé 1874
- Histoire de Pie IX et de son pontificat, Paris, Victor Palmé, 1870.
- Du culte de Satan, P. Henri Anière, 1867.
- Documents relatifs à la Révolution française : Lazare Hoche. Championet. Kléber. Malet. Danton. Du Gommier. Le IX. Thermidor, Paris, 1873.
- Les Francs-maçons et les sociétés secrètes, 2e éd., Paris : chez F. Wattelier & Cie, 1867 (— en ligne)
- Le courage et la force, 1839.